# 古微書
《古微書》，又名《删微》，中國歷代緯書輯佚專著，三十六卷。明代孫瑴編輯。
讖緯之發展始於漢代，讖緯並重，甚至在東漢有凌駕傳統經學之勢。隋煬帝時禁毀讖緯之書，讖緯大量散失，宋代幾至烟滅不存。明代輯佚讖緯遺文之風大盛，以祁承㸁《澹生堂餘苑》為最早，但該書不僅於輯錄緯書。楊喬嶽的《緯書》則稍晚於《古微書》。孫瑴本人無書不讀，一生閉戶著述，苦心十載編纂《刪微》。他在〈古微書自序〉中表明，《刪微》之纂輯乃為“旌讖緯之伏遁”，目的在表彰隱遁已久的讖緯佚文。《删微》辑有十种纬书，即《尚书纬》、《春秋纬》、《易纬》、《礼纬》、《乐纬》、《诗纬》、《论语纬》、《孝经纬》、《河图纬》、《洛书纬》。《古微書》並未輯錄萬曆四十四年（1616年）出土的《開元占經》一書。管紹寧曾為《古微書》寫序。孫瑴編《古微書》除《刪微》外，尚有《焚微》、《綫微》、《闕微》等部分，今僅存《刪微》。